# 托皮利納
49°6′17″N 31°17′38″E / 49.10472°N 31.29389°E
托皮利納（烏克蘭語：Топильна）是位於烏克蘭中部的村莊，由切爾卡瑟州裡茲韋尼霍羅德卡區的什波拉市鎮負責管轄。該村始建於1309年，面積35.6平方公里，海拔高度170米，2001年人口925，人口密度每平方公里26人。